# Tây Thụy Anh, Hưng Yên
Tây Thụy Anh là một xã thuộc tỉnh Hưng Yên, Việt Nam.

## Địa lý
Xã Tây Thụy Anh nằm ở phía nam của tỉnh Hưng Yên, có vị trí địa lý:
- Phía tây giáp xã Tân Tiến và xã Phụ Dực.
- Phía đông giáp xã Thụy Anh.
- Phía nam giáp xã Nam Thụy Anh.
- Phía bắc giáp xã Vĩnh Hải của thành phố Hải Phòng.

## Lịch sử
Ngày 16 tháng 6 năm 2025, Ủy ban Thường vụ Quốc hội ban hành Nghị quyết số 1666/NQ-UBTVQH15 về việc sắp xếp các đơn vị hành chính cấp xã của tỉnh Hưng Yên năm 2025. Theo đó, sắp xếp toàn bộ diện tích tự nhiên, quy mô dân số của các xã Thụy Chính, Thụy Dân và Thụy Ninh thành xã mới có tên gọi là xã Tây Thụy Anh.